# قبیله فنا شده (فیلم ۲۰۱۰)
قبیل فنا شده (انگلیسی: The Lost Tribe) یک فیلم ترسناک آمریکایی محصول سال ۲۰۱۰ به کارگردانی رول رین است.

## بازیگران
- امیلی بالدنی ... آنا
- نیک مینل ... تام
- مارک باخر ... جو
- بریانا براون ... الکسیس
- هادلی فریزر ... کریس
- ماکسین بانز ... مایا
- رایان آلوسوی ... مارکوس
- لانس هنریکسن ... گالو
- تری نوتاری ... مرد آلفا
- پیتر دیوید پاراسلیتی ... مرد آلفا (صدا)
- محایت رمچندانی ... مردی در کلیسا